# وو چینگ‌فنگ
وو چینگ‌فنگ (انگلیسی: Wu Qingfeng؛ زادهٔ ۲۸ ژانویهٔ ۲۰۰۳) ورزشکار ورزش شنا اهل چین است.
وی در مسابقات کشوری و بین‌المللی در مجموع برندهٔ ۱ مدال طلا، ۱ مدال نقره، ۴ مدال برنز شده است.